# 히에라콘폴리스

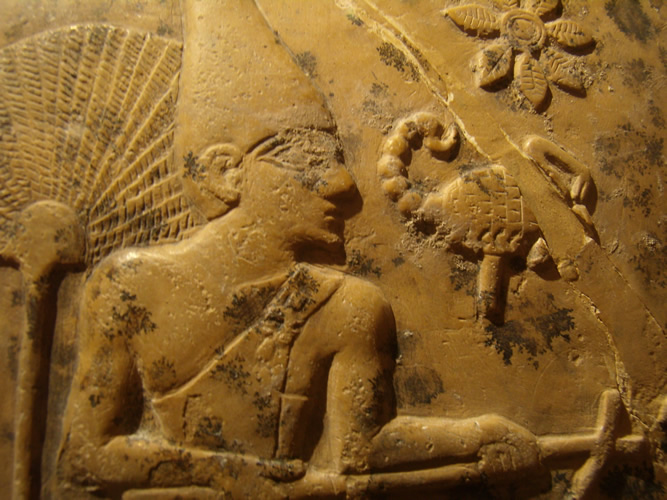

네켄 (/ˈnɛkən/) 또는 히에라콘폴리스 (/ˌhaɪərəˈkɒnpəlɪs/; 고대 그리스어: Ἱεράκων πόλις Hierakōn polis "매의 도시", 이집트 아랍어: الكوم الأحمر el-Kōm el-Aḥmar)는 선사시대 이집트 (c. 3200–3100 BC)말과 추정상 이집트 초기 왕조 (c. 3100–2686 BC) 당시 상이집트의 종교적, 정치적 중심지였던 곳이다.
일부 작가들은 이 도시가 수 천년 전 더 일찍 거슬러 올라가야한다고 주장하기도 한다. 알려진 가장 오래되고, 채색된 플라스터벽으로 이뤄진 무덤이 네켄에 위치해 있고 기원전 3500-3200년 당시의 것으로 여겨진다. 이 무덤은 기제 문화에서 나온 유물들과도 상당한 공통점을 가지고 있다.